# Santa Catarina Mechoacán
Santa Catarina Mechoacán è un comune del Messico, situato nello stato di Oaxaca.